# Roustavi
 (janvier 2016).
Si vous disposez d'ouvrages ou d'articles de référence ou si vous connaissez des sites web de qualité traitant du thème abordé ici, merci de compléter l'article en donnant les références utiles à sa vérifiabilité et en les liant à la section « Notes et références ».
Roustavi (en géorgien : რუსთავი) est une ville du sud-est de la Géorgie, située dans la province de Basse Kartlie, à 25 kilomètres de la capitale du pays, Tbilissi. Elle est bordée par le fleuve Koura.
Selon l'Office national des statistiques de Géorgie elle compte 126 000 habitants au 1er janvier 2016.
Elle serait la ville de naissance de Chota Roustavéli.

## Histoire
L'homme vivait sur l'emplacement de l'actuelle Roustavi, déjà au milieu de l'âge du bronze. Cette affirmation est confirmée par la découverte archéologique de poteries en argile à la rive droite du Mtkvari.
Une plus grande population se crée de la fin de l'âge du bronze au début de l'âge du fer. Des fouilles archéologiques ont révélé quelques cités. Les habitants de Roustavi cultivaient du blé, de l'orge, des légumes, et faisaient de l'élevage. Ils étaient particulièrement habiles en métallurgie du fer et du bronze.
La ville industrielle a été fondée en 1948 pour abriter les ouvriers d'un combinat métallurgique créé en 1941 pour traiter l'acier venant d'Azerbaïdjan. La ville prit le nom d'un ancien site détruit par le chef mongol Tamerlan.
Durant la Seconde Guerre mondiale, des prisonniers de guerre allemands furent employés par les Soviétiques pour reconstruire le vieux Roustavi. Le vieux Roustavi est de style stalinien, alors que le nouveau Roustavi est essentiellement composé de blocs d'appartements sans valeur architecturale.
La chute de l’Union soviétique en 1991 s'est avérée désastreuse pour Roustavi et sa région. La population est passée de 160 000 habitants au milieu des années 1990 à seulement 116 384 habitants en 2002. Les deux tiers de la population de la ville sont sans emploi, car les usines ont fermé.

### Âge de la ville
Roustavi est une ancienne ville Géorgienne. L'auteur des chroniques géorgiennes, Léonti Mroveli nomme comme fondateur de la ville, la femme de Karthlos. Il existe une deuxième information de Léonti Mrovéli qui nomme la ville de Roustavi entre autres lors des combats d'Alexandre le Grand en Kartli. Par conséquent, au IVe siècle av. J.-C., la ville de Roustavi existe déjà.

## Population
Début 2021, Rustavi comptait plus de 130 072 habitants, soit une augmentation de 4 % depuis le recensement de 2014.
| Géorgiens | 27,680 | 44.4%  | 55,158 | 56.2%  | 79,820  | 61.8%   | 103,523 | 65.2%   | 102,151 | 87.8%   | 114,819 | 91.8%   |         |         |
| Azéris    | 3,693  | 5.9%   | 5,765  | 5.9%   | 7,443   | 5.8%    | 11,576  | 7.3%    | 4,993   | 4.3%    | 4,661   | 3.7%    |         |         |
| Arméniens | 4,367  | 7.0%   | 5,943  | 6.1%   | 6,707   | 5.2%    | 6,872   | 4.3%    | 2,809   | 2.4%    | 1,965   | 1.6%    |         |         |
| Russes    | 19,724 | 31.6%  | 21,610 | 22.0%  | 23,060  | 17.9%   | 21,267  | 13.4%   | 3,563   | 3.1%    | 1,459   | 1.2%    |         |         |
| Ossètes   | 1,601  | 2.6%   | 3,224  | 3.3%   | 4,493   | 3.5%    | 5,613   | 3.5%    | 1,410   | 1.2%    | 545     | 0.4%    |         |         |
| Total     | 62,395 | 62,395 | 98,210 | 98,210 | 129,084 | 129,084 | 158,661 | 158,661 | 116,384 | 116,384 | 125,103 | 125,103 | 130,072 | 130,072 |
| Note,:    |        |        |        |        |         |         |         |         |         |         |         |         |         |         |

## Jumelages
| Ville | Ville           | Pays | Pays        | Période                     |
| ----- | --------------- | ---- | ----------- | --------------------------- |
|       | Akmenė          |      | Lituanie    | depuis le 5 juin 2015       |
|       | Cauayan         |      | Philippines | depuis 2014                 |
|       | Gandja          |      | Azerbaïdjan |                             |
|       | Gdynia,         |      | Pologne     | depuis le 29 mars 2010      |
|       | Idjevan         |      | Arménie     | depuis 1996                 |
|       | Ivano-Frankivsk |      | Ukraine     | depuis 2011                 |
|       | Jodzina         |      | Biélorussie | depuis le 22 mars 2018      |
|       | Khmelnytskyï    |      | Ukraine     |                             |
|       | Kiruna,         |      | Suède       | depuis 1983                 |
|       | Kryvyï Rih      |      | Ukraine     |                             |
|       | Panevėžys,      |      | Lituanie    | depuis le 10 octobre 2015   |
|       | Płock           |      | Pologne     | depuis le 2 décembre 2011   |
|       | Santiago        |      | Philippines | depuis 2014                 |
|       | Sumqayıt,       |      | Azerbaïdjan | depuis 1952                 |
|       | Tcherkassy      |      | Ukraine     | depuis le 26 mars 2012      |
|       | Vinnytsia       |      | Ukraine     | depuis le 17 septembre 2016 |
|       | İnegöl          |      | Turquie     | depuis le 9 septembre 2002  |
|       | İnegöl          |      | Turquie     |                             |
|       | Łódź,           |      | Pologne     | depuis le 27 juin 1995      |